# Полана (Хоче-Сливниця)
Полана (словен. Polana) — поселення в общині Хоче-Сливниця, Подравський регіон‎, Словенія.